# Sara Van de Vel
Sara Van de Vel née le 6 août 1994 à Lint est une coureuse cycliste et triathlète belge.

## Biographie

### Changement de sport à l'âge de 20 ans
Van de Vel est passé de l'athlétisme au triathlon en 2014. Elle finit deuxième du triathlon de Saint-Moritz sa première année, derrière Nicola Spirig. Un an après, elle remporte le championnat de Belgique triathlon sprint. En 2018, elle finit 21e du championnat du monde d'Ironman 70.3 à Port Elizabeth en Afrique du Sud. En 2019, elle remporte le championnat de Belgique de semi-triathlon à Grammont et elle continue de s'essayer sur Ironman 70.3 où elle finit deuxième à Barcelone derrière l'anglaise Fenella Langridge. 

### Deux objectifs: cyclisme et triathlon
À partir de 2020, elle se concentre sur le cyclisme sur route. Lors de sa première saison en tant que cycliste, elle rejoint l'équipe Ciclotel et termine deuxième du championnat de Belgique du contre-la-montre. Elle participe également aux championnats d'Europe et du monde de la spécialité, où elle termine respectivement 22e et 33e. Son projet est de continuer en cyclisme sur route et de finir sa carrière sportive en triathlon longue distance.

## Palmarès en cyclisme

### Par années
- 2020
  - 2e du championnat de Belgique du contre-la-montre
  - 5e du championnat d'Europe du relais mixte contre-la-montre
- 2021
  - Binche-Chimay-Binche
  - 9e du championnat d'Europe du contre-la-montre

### Classements mondiaux
| Année                                 | 2020 | 2021 | 2022 | 2023 |
| ------------------------------------- | ---- | ---- | ---- | ---- |
| Classement UCI                        | 316e | 393e | 747e | 649e |
|                                       |      |      |      |      |
| Légende : nc = non classéSource : UCI |      |      |      |      |

## Palmarès en triathlon
Le tableau présente les résultats les plus significatifs (podium) obtenus sur le circuit national et international de triathlon depuis 2014,,..
| Année | Compétition                               | Pays     | Position           | Temps           |
| ----- | ----------------------------------------- | -------- | ------------------ | --------------- |
| 2019  | Championnats de Belgique moyenne distance | Belgique | Médaille d'or      | 4 h 23 min 45 s |
| 2019  | Ironman 70.3 Barcelone                    | Espagne  | Médaille d'argent  | 4 h 44 min 15 s |
| 2019  | Challenge Geraardsbergen                  | Belgique | Médaille de bronze | 4 h 23 min 45 s |
| 2019  | Ironman 70.3 Cozumel                      | Mexique  | Médaille de bronze | 4 h 28 min 17 s |
| 2016  | Championnats de Belgique courte distance  | Belgique | Médaille de bronze | 2 h 10 min 33 s |
| 2015  | Championnats de Belgique sprint           | Belgique | Médaille d'or      | 1 h 6 min 49 s  |
| 2014  | Triathlon Saint-Moritz                    | Suisse   | Médaille d'argent  | 1 h 8 min 29 s  |